# Oribatula unica
Oribatula unica är en kvalsterart som beskrevs av Golosova och Karppinen 1985. Oribatula unica ingår i släktet Oribatula och familjen Oribatulidae. Inga underarter finns listade i Catalogue of Life.